# Передреев, Анатолий Константинович
Анатолий Константинович Передреев (18 декабря 1932 или 18 декабря 1934, Татищевский район — 19 ноября 1987, Москва) — русский поэт и переводчик.

## Биография
Родился в крестьянской семье в деревне Новый Сокур (Татищевский район Саратовской области), ныне несуществующей. Сам поэт годом рождения указывал 1934, и эта дата стоит во всех справочниках, но архивными разысканиями была установлена более ранняя дата, 1932. В 1933 году семья переехала в Грозный, где жила сестра матери Анатолия.
В 1950 окончил школу рабочей молодёжи, в 1951—1952 работал на автобазе «Грознефть» крановщиком, шофёром. В 1952—1953 учился в Грозненском нефтяном институте, но после мотоциклетной аварии и нескольких месяцев в больнице бросил. В сентябре 1954 поступил на заочное отделение филологического факультета Саратовского университета, но уже в октябре был призван в армию и продолжал учёбу после демобилизации в 1957. Работал на Метизном заводе. В 1959 поехал на строительство Братской ГЭС, работал литсотрудником в газете «Огни Ангары».
7 июня 1959 в саратовской областной газете «Коммунист» состоялась первая публикация стихов Передреева. В 1960 он поступил в Литинститут, который окончил в 1965. Первый сборник стихов вышел в 1964 году. Рано был признан критиками разных направлений (Лев Аннинский, Вадим Кожинов, Зиновий Паперный). Жил в Грозном.
Когда Передреева наконец приняли в СП СССР в 1973, он переехал в Москву. Передреев писал мало и был вынужден зарабатывать на жизнь поэтическими переводами (выпустил 18 переводных книг). Он «настолько мучился невозможностью выразить самую суть своего мышления в лирике, что его раннюю смерть друзья приняли как следствие страданий из-за отсутствия свободы при жизни в советской системе».
Умер 19 ноября 1987 года от инсульта. Похоронен на Востряковском кладбище.
Жена — Шема Алиевна Альтимирова (р. 1940), чеченка.

## Творчество
Передреев изображает в своих стихотворениях материальный мир в переполнении своего индивидуального поэтического видения. Он передаёт в слове свои страдания от шума, от скорости и поверхности мира цивилизации, свой страх, что не сможет продержаться на этой земле. Опору свою он видит в «малой родине», в том краю, где вырос, в широте равнин, тишине, в русской природе.

## Сочинения

### Прижизненные издания
- Судьба, 1964
- Равнина, 1971
- Возвращение, 1972
- Дорога в Шемаху, Баку, 1981
- Стихотворения, 1986

### Посмертные издания
- Любовь на окраине, 1988
- Лебедь у дороги, 1990
- День русской поэзии. Анатолий Передреев, 1992
- Разбуди эту землю, весна, 1996

### Переводы
- Э. Межелайтис «Карусель» (с литовского, 1968)
- М. Мамакаев:
  - «И камни говорят» (с чеченского, 1968)
  - «Земля Мартана» (1971)
  - «С человеком по земле» (1976)
- Ш. Цвижба «Сказочный поезд» (с абхазского, 1969)
- А. Григулис «Осенний дождь» (с латышского, 1969)
- Х. Ширипов:
  - «Все тот же я» (с узбекского, 1970)
  - «Привет из Сатвалды» (1977)
- Д. Новруз:
  - «Простые истины» (с азербайджанского, 1972)
  - «Дары судьбы» (1977)
  - «У Земли-планеты» (1982)
- А. Чиботару «Ступени» (с молдавского, 1973)
- А. Кодзати «Яблоко нартов» (с осетинского, 1974)
- А. Мухамад «Голоса жизни» (с узбекского, 1975)
- Наби Хазри:
  - «Русло времени» (с азербайджанского, 1976)
  - «Признания веку» (1979)
  - «Море со мной» (1983)
- Н. Нарзуллаев «Добрый свет» (с узбекского, 1977)